# Naonobu (cràter)

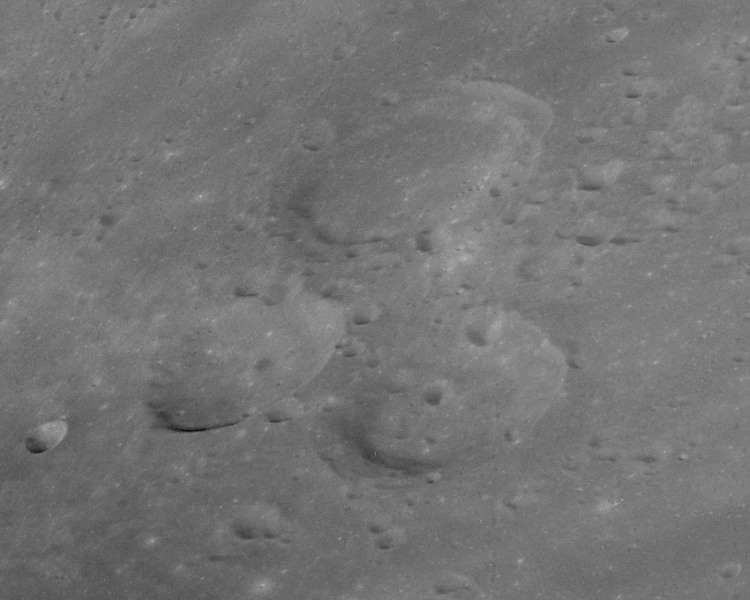
Vista obliqua de Bilharz (a dalt), Atwood (a baix a l'esquerra) i Naonobu. Fotografia de la missió Apol·lo 11.

Naonobu és un petit cràter d'impacte lunar que està localitzat en el sector aquest de la Mare Fecunditatis, al nord-oest del prominent cràter Langrenus. Naonobu conforma una formació triple de cràter en conjunt amb els cràters adjacents Atwood al sud i Bilharz al sud-oest. Nanobu i Atwood estan separats només per uns pocs quilòmetres. <

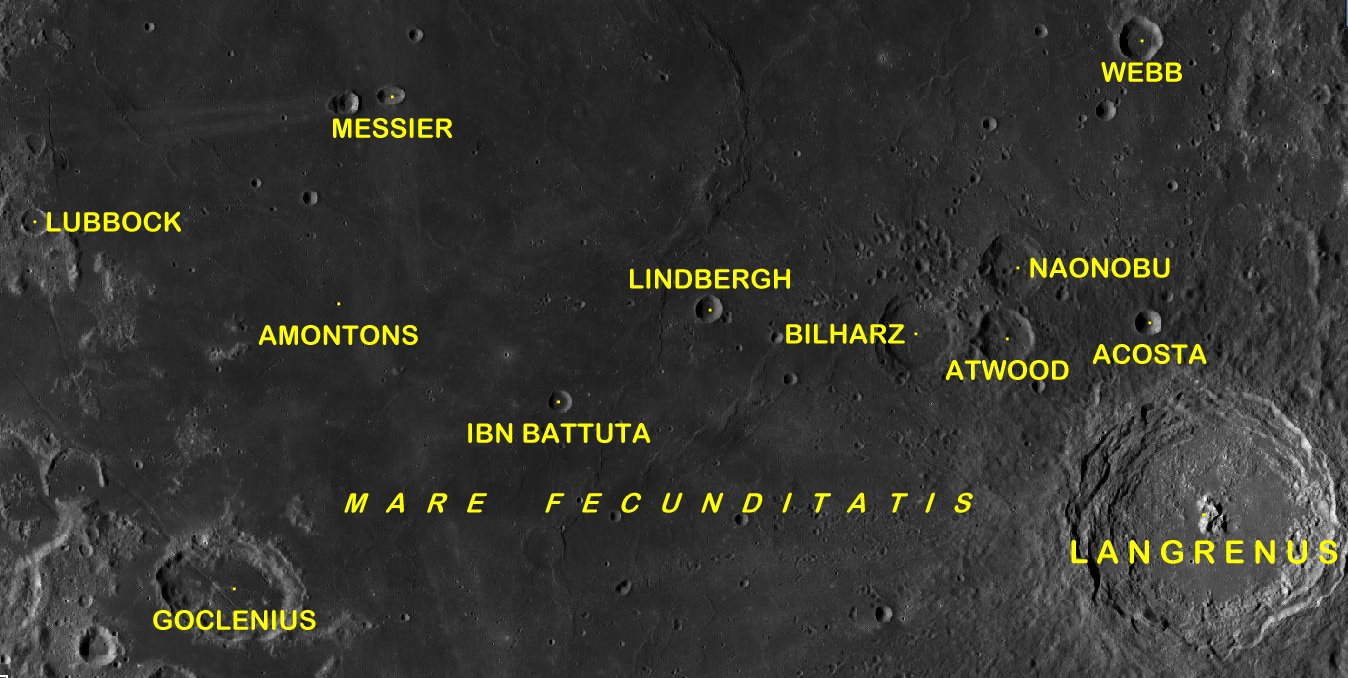
Localització de Naonobu (part dreta de la imatge)

L'interior d'aquest cràter ha estat inundat per la lava basàltica, deixant un interior relativament pla i una vora exterior reduïda. No hi ha pic central però presenta uns petits cràters situats just al sud-oest del punt central. Un crateret una mica més gran es troba a l'interior oest de la vora.
Aquest cràter va ser prèviament designat com Langrenus B abans de ser canviat el nom per la UAI.

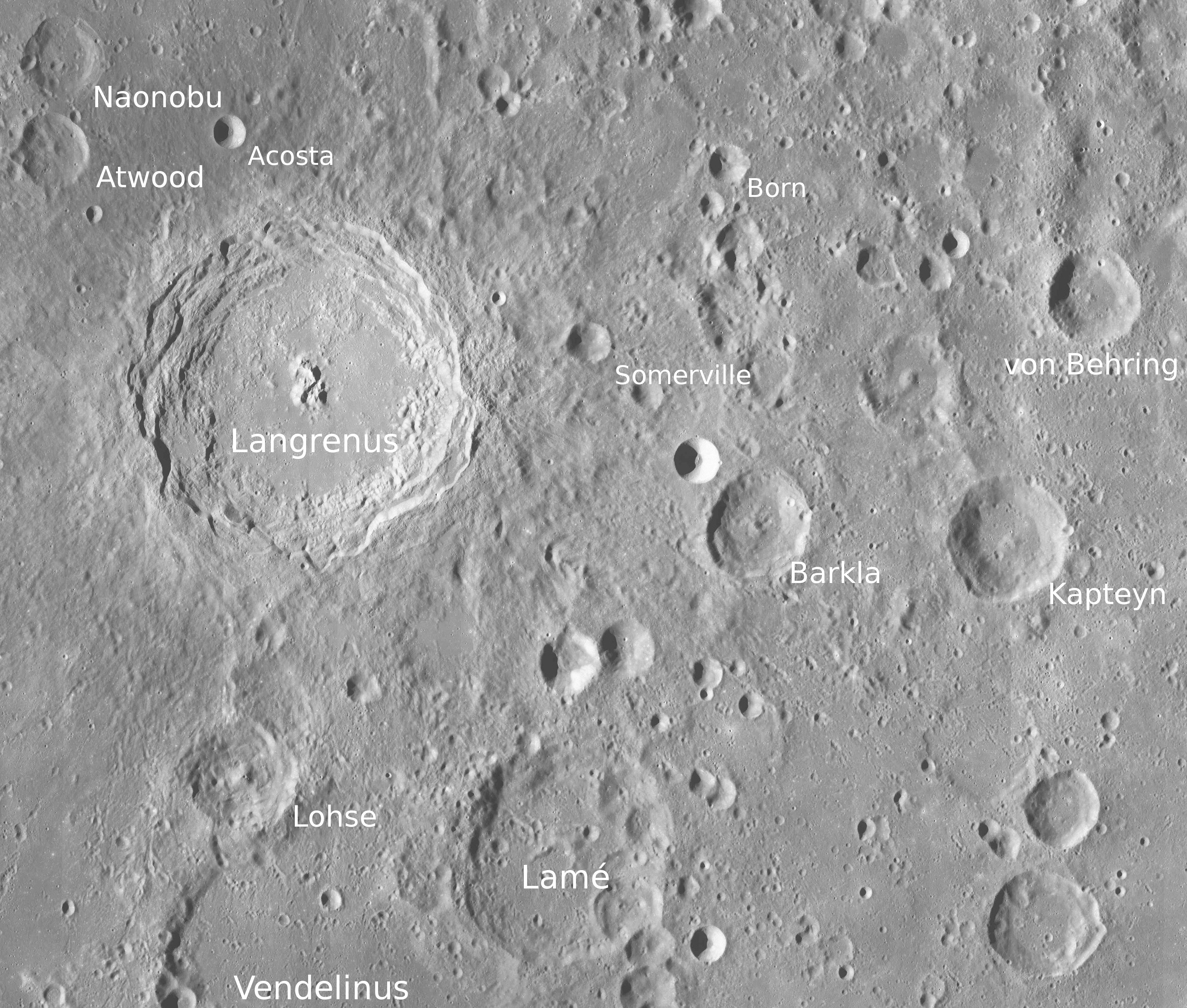
Fotografia de la missió Lunar Reconnaissance Orbiter

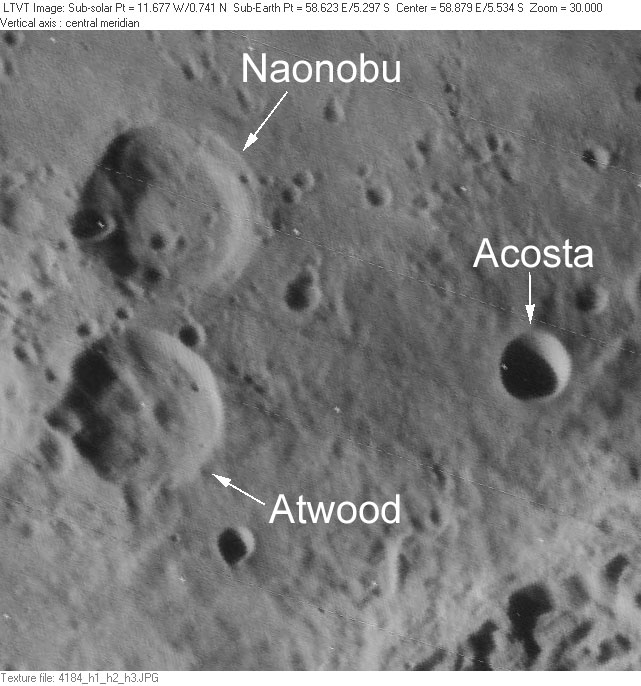
Fotografia de la missió Lunar Orbiter 4